# Semblis phalaenoides
Semblis phalaenoides (wieszczyca, wieszczka północna) – gatunek chruścika z rodziny chruścikowatych (Phryganeidae).
Największy i najbardziej kolorowy polski gatunek chruścika, w Europie ma rozmieszczenie północne. Imago jest niezwykle, jak na chruściki, kolorowo ubarwione: brązowe plamy na jasnokremowym tle. Owady dorosłe latają w ciągu dnia, w pełnym słońcu, co jest nietypowym zachowaniem jak na chruściki (aktywne głównie nocą). Można uznać ten gatunek na relikt polodowcowy związany z krajobrazem tundry. Współcześnie znane jest tylko jedno stanowisko na Bagnach Biebrzańskich. W 2005 r. obecność tego gatunku stwierdzono także w rzece Narwi w okolicach Tykocina oraz nad rzeką Supraślą. W wieku XIX i na początku XX znanych było jeszcze kilka innych stanowisk (m.in. w Górach Świętokrzyskich). Larwy zasiedlają torfowiskowe rzeki, są drapieżne. Gatunek zagrożony wymarciem w Polsce.